# 50-летие Октябрьской революции
50-летие Октябрьской революции — юбилейная дата 7 ноября 1967 года и связанные с ней мероприятия. Самое масштабное празднование в истории Советского союза.

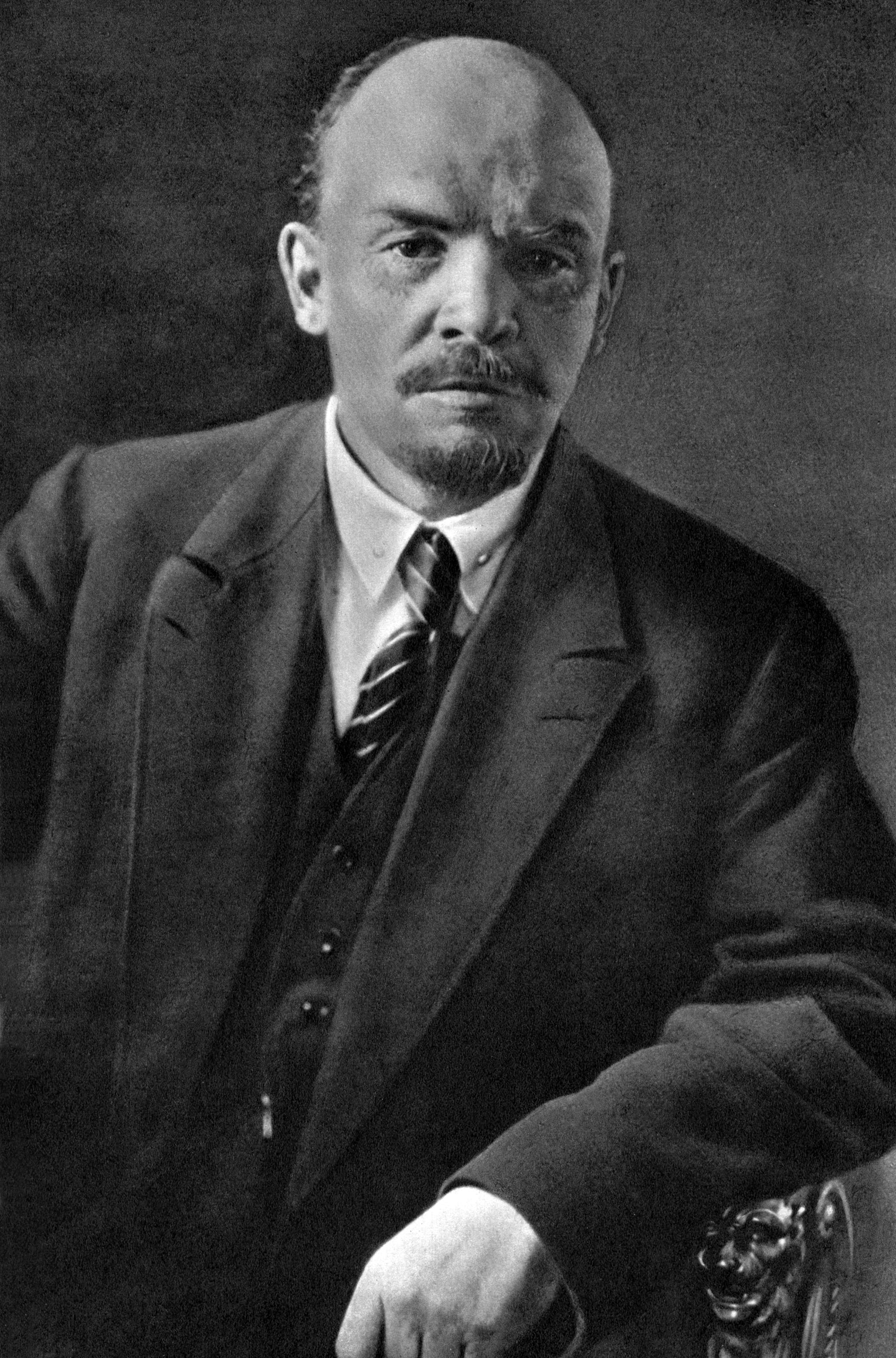
Владимир Ильич Ленин

## Подготовка праздника
В 1965 году состоялся первый юбилейный парад Победы.
Опыт такого масштабного юбилейного мероприятия был учтён в подготовке празднования 50-летия революции.
Подготовка к празднику стартовала в начале года: 4 января ЦК КПСС издал постановление «О подготовке к 50 летию Великой Октябрьской социалистической революции».
В 1967 году в СССР также проводились мероприятия, связанные со 100-летием со дня рождения В. И. Ленина 1970 года.
По случаю торжеств в стране была проведена массовая амнистия.